# 蘭森 (伊利諾伊州)
蘭森（英語：Ransom）是位於美國伊利諾伊州拉薩爾縣的一個村落。

## 地理
蘭森的座標為41°09′21″N 88°39′11″W / 41.15583°N 88.65306°W，而該地最高點為海拔高度215米（即705英尺）。

## 人口
根據2010年美國人口普查的數據，蘭森的面積為2.59平方千米，當中陸地面積為2.59平方千米，而水域面積為0.00平方千米。當地共有人口384人，而人口密度為每平方千米148人。